# 圣马蒂纽-杜坎普
圣马蒂纽-杜坎普是葡萄牙波尔图区的一个堂区。总面积3.44平方公里，总人口3736人，人口密度1086人/平方公里。